# Xã Clark, Quận Marion, Kansas
Xã Clark (tiếng Anh: Clark Township) là một xã thuộc quận Marion, tiểu bang Kansas, Hoa Kỳ. Năm 2010, dân số của xã này là 147 người.